# Hisashi Kato
Hisashi Kato (加藤 久, Kato Hisashi, 24 de abril de 1956) é um ex-futebolista japonês, atuava como defensor, atualmente treiandor, milita no Kyoto Sanga.